# Deux Nigauds aviateurs
Pour plus de détails, voir Fiche technique et Distribution.
Deux Nigauds aviateurs (titre original : Keep 'Em Flying) est une comédie américaine, en noir et blanc, réalisée par Arthur Lubin et sorti en 1941. Ce film met en scène le duo comique Abbott et Costello et fait partie de la série Deux Nigauds.

## Synopsis
Un pilote cascadeur décide de s'engager dans l'armée de l'air. Ses deux assistants, très maladroits et gaffeurs, s'engagent eux aussi…

## Fiche technique
- Titre : Deux Nigauds aviateurs
- Titre original : Keep 'Em Flying
- Réalisation : Arthur Lubin, Ralph Ceder (pour les séquences de vol)
- Scénario : True Boardman (en), Nat Perrin (en), John Grant, Edmund Hartmann (en)
- Musique : Charles Previn, Frank Skinner
- Directeur de la photographie : Joseph Valentine
- Montage : Philip Cahn, Arthur Hilton
- Direction artistique : Jack Otterson
- Décors : Russell A. Gausman
- Costumes : Vera West
- Production : Glenn Tryon, Universal Pictures
- Pays de production :  États-Unis
- Genre : Comédie
- Durée : 86 minutes
- Dates de sortie :
  - États-Unis : 28 novembre 1941
  - France : 21 juin 1948

## Distribution
- Bud Abbott : Blackie Benson
- Lou Costello : Heathcliff
- Martha Raye : Gloria Phelps / Barbara Phelps
- Carol Bruce : Linda Joyce
- William Gargan : Craig Morrison
- Dick Foran : Jinx Roberts
- William B. Davidson : Gonigle
- William Forrest : Colonel
- Loring Smith : Major Barstow
- Freddie Slack : pianiste

## Récompenses et distinctions

### Nominations
- Saturn Award 2005 :
  - Saturn Award de la meilleure collection DVD (au sein du coffret The Best of Abbott and Costello, vol. 1-3)